# 星清真寺
星清真寺（英語：Star Mosque），孟加拉语拼音塔拉马斯吉德，是孟加拉国达卡的一个清真寺。该寺使用蓝色的星星图案作装饰，始建于19世纪上半叶。

## 历史
明星清真寺最初是由 Mirza Ghulam Pir 建造的，它原本是一座有三个圆顶的长方形建筑物。但有一位名叫阿里·简·比帕里的极端热情的商人，完全改造和重建了它极其精致和色彩丰富的瓷砖色彩、以及斑斓的图案。阿里·简在东方花费巨资进口日本和英国的装饰瓷砖，以改善清真寺的内部和外部。它现在成为一个五圆顶的结构。1987年，两座圆顶建于北側的延伸部分，并未遵循其古代的建筑和装饰风格。